# 카파블랑카 체스
카파블랑카 체스(Capablanca chess)는 가로 10칸, 세로 8칸의 직사각형 체스판에서 하는 변형 체스로 호세 라울 카파블랑카가 발명한 게임이다. 카파블랑카 이전에도 같은 크기의 체스판에서 두는 체스로 피에트로 카레라( Pietro Carrera)와 헨리 버드(Henry Bird)가 발명한 체스가 있었다.